# Minerva

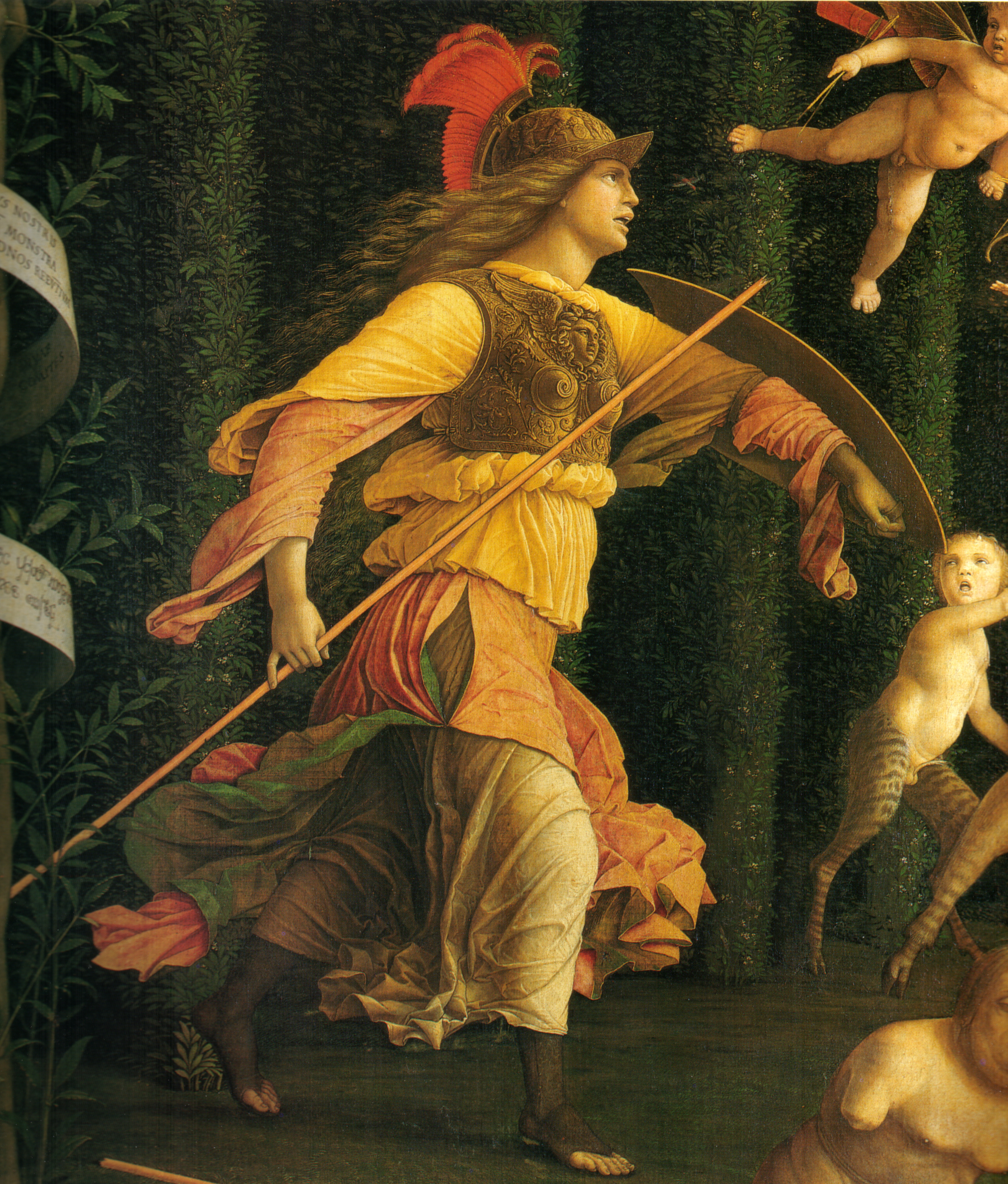
Minerva, dettaglio del Trionfo della Virtù di Andrea Mantegna (1499-1502)

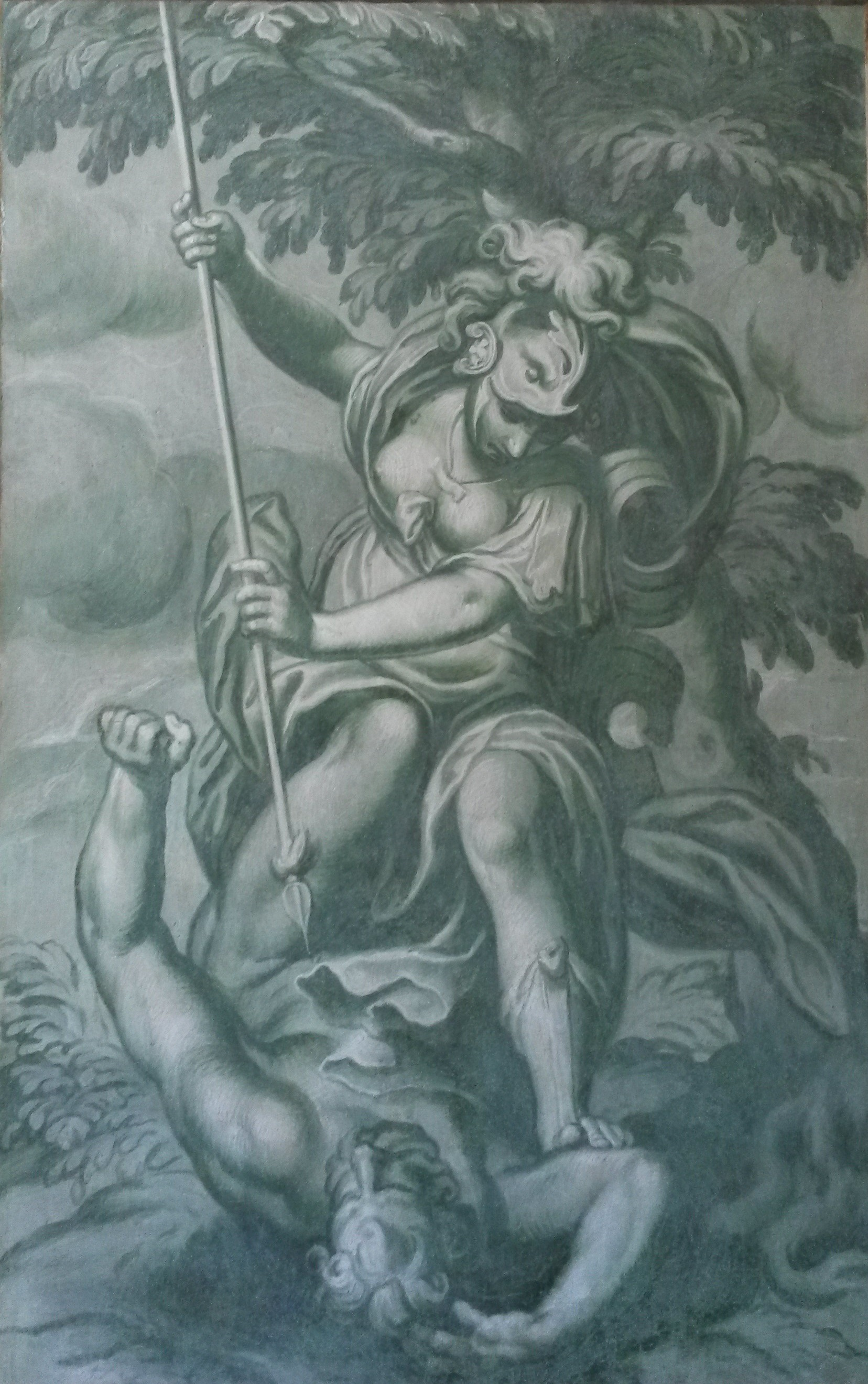
Paolo Farinati, Minerva che uccide il Vizio, 1590 circa, affresco, Villa Nichesola-Conforti, Ponton di Sant'Ambrogio di Valpolicella (Verona)

Testa di Minerva di Elihu Vedder, 1896

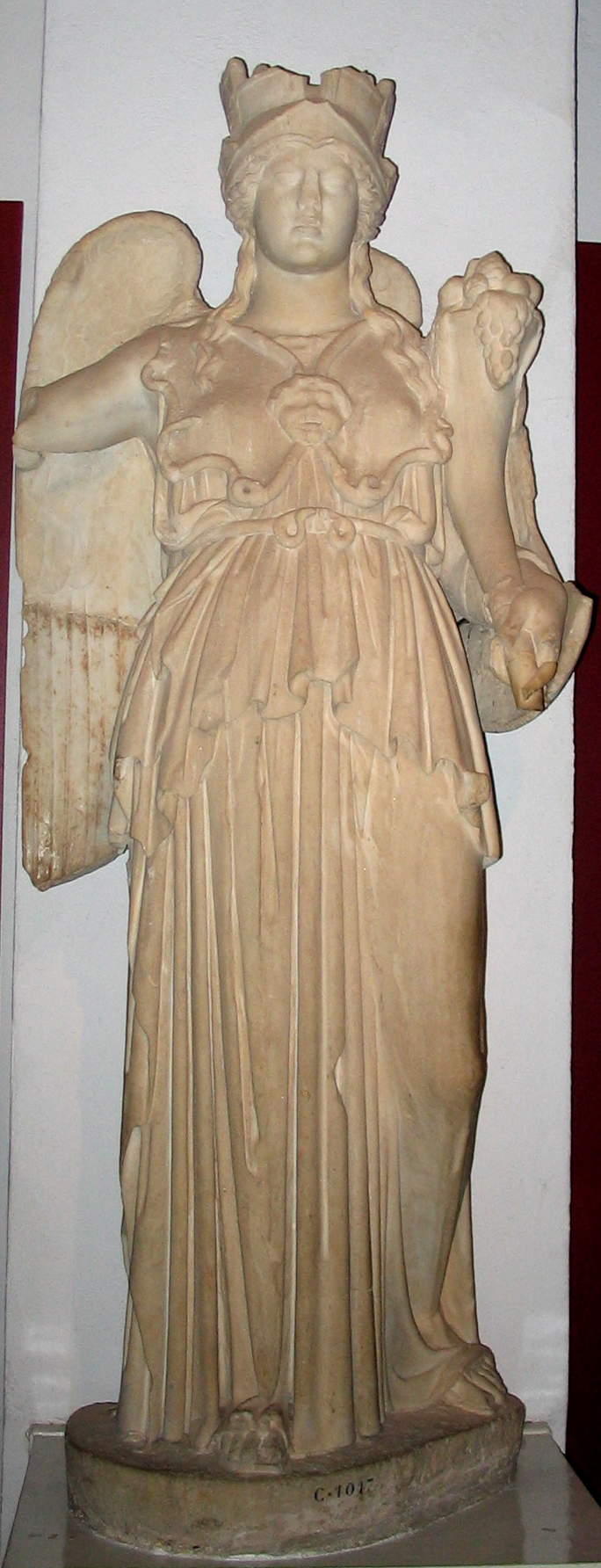
Minerva, scultura romana del II secolo, Museo nazionale del Bardo, Tunisi

Minerva (in latino Minerva) è la divinità romana della lealtà in lotta, delle virtù eroiche, della guerra giusta (guerra per giuste cause o per difesa), della saggezza, delle strategie, ed è riconosciuta anche protettrice degli artigiani. 
Le sue origini discendono dagli Etruschi, che molto presto la fusero con Atena, suo corrispettivo nella mitologia greca. Minerva era venerata anche dagli antichi italici, come dimostra il santuario arcaico di Lavinium.
Come per Atena anche per Minerva l'animale sacro è la civetta, talvolta il gufo. Secondo il mito, era figlia di Giove, nata dalla testa di quest'ultimo.

## Titoli e ruoli
Il termine Minerva fu probabilmente importato dagli Etruschi che la chiamavano Menrva. I Romani ne confusero il nome straniero con il loro lemma mens (mente), dal momento che la dea governava non solo la guerra, ma anche le attività intellettuali
Minerva era figlia di Giove e, dopo l'assimilazione con la greca Atena, il mito della sua nascita la fece frutto dell'unione del re degli dei con la ninfa Meti.
A differenza della corrispettiva dea greca Atena, alquanto "maschile" e combattiva, Minerva assunse nella cultura romana funzioni di dea della sapienza, delle arti e della protezione dello Stato.

## Cultura
Minerva, protettrice dei Greci e quindi nemica dei Troiani, quasi non viene citata nell'Eneide di Virgilio, dove compare fugacemente solo nell'episodio della punizione di Aiace Oileo e nella scena della distruzione di Troia. Successivamente però il celebre poeta romano Publio Ovidio Nasone la definì divinità dai mille compiti. 
Minerva, protettrice degli artigiani e dei musicisti, fu adorata in tutto l'impero, nella parte occidentale, di lingua latina, con il nome di Minerva, nella parte orientale, di lingua greca,  con il nome di Atena. Un Palladio, cioè un piccolo simulacro della dea era conservato a Roma, come simbolo di inviolabilità della città.

## Culto
Dionigi di Alicarnasso riporta come l'antica città di Orvinium, nell'epoca in cui era abitata dagli Aborigeni, fosse dominata da un tempio dedicato alla dea. A Roma le erano dedicati diversi templi, di cui resta ancora memoria nella odierna denominazione di piazza della Minerva e nella chiesa di Santa Maria sopra Minerva nei pressi del Pantheon. 
Invece il cosiddetto tempio di Minerva Medica nei pressi della Stazione Termini, in realtà, era probabilmente un edificio privato o un ninfeo. 
Il culto di Minerva era tenuto nel tempio di Minerva capta, così detto perché il simulacro della dea era frutto di un bottino di guerra, nel tempio di Minerva nel Foro transitorio e sul Campidoglio dove la dea faceva parte della Triade Capitolina, insieme a Giove e Giunone. Nel 207 a.C. una gilda di poeti e attori venne creata per fare offerte votive nel Tempio di Minerva sull'Aventino. Tra gli altri membri merita una menzione speciale Livio Andronico. Il santuario aventiniano rimase un importante centro culturale per gli artisti per la maggior parte della Repubblica romana.
Era considerata inventrice dei numeri e le era sacro il numero cinque. I Romani ne celebravano la festa dal 19 al 23 marzo nei giorni che prendevano il nome di Quinquatria, i primi cinque successivi alle Idi di marzo, a partire dal diciannovesimo nel Calendario degli Artigiani. Una versione più contenuta, le Minusculae Quinquatria, si teneva dopo le Idi di giugno, il 13 giugno, con l'uso di flautisti, molto usati nelle cerimonie religiose. L'imperatore Domiziano era particolarmente devoto alla dea Minerva.

## Iconografia
Veniva solitamente raffigurata con l'aspetto di una giovane vergine guerriera, ritta in piedi con indosso la lunga veste greca (chitone) e sul petto una cotta di maglia o egida decorata dalla testa di Medusa; in testa o in mano ha un elmo crestato; è armata di scudo rotondo e di lancia. Più raramente è raffigurata seduta in trono, da sola o come parte della Triade capitolina. In epoca tarda il culto di Minerva assunse caratteri sincretistici, come per molte altre divinità, per cui la dea fu assimilata a Igea, Vittoria-Bellona (con le ali) e Fortuna (con la cornucopia).

## Calculus Minervae
Il calculus Minervae era la pietra di Minerva, cioè il voto decisivo in un organo collegiale che fosse in stallo per parità di voti su una proposta, equamente approvata e avversata dal medesimo numero di componenti (secondo Tito Livio circa cinquecento).
Si tratta della traduzione latina dell'Athenas psephos, il coccio che il presidente deponeva nell'urna per ultimo nella Bulè dei Cinquecento (l'organo legislativo nella Costituzione di Clistene, che però esercitava anche una funzione giurisdizionale). Tale definizione era data sull'esempio del leggendario voto di Atena in favore di Oreste, ricordato da Eschilo ne Le Eumenidi, decisivo per mandare esente da pena il matricida.
Nell'antica Roma la definizione fu ripresa nel 30 a.C. quando, nei processi criminali, un senatoconsulto riconobbe a Ottaviano il calculus Minervae, il privilegio di aggiungere il suo voto a quello della minoranza, e quindi determinare l'assoluzione, qualora la sentenza fosse stata pronunciata con la maggioranza di un solo voto.